# 斯蒂芬·纳格尔
斯蒂芬·雷·纳格尔（Steven Ray Nagel，1946年10月27日—2014年8月21日）美国空军上校飞行员，曾是一位美国国家航空航天局的宇航员、航空工程师，执行过STS-51-G、STS-61-A、STS-37以及STS-55任务。

## 生平
纳格尔1946年10月27日出生于伊利诺州坎顿（Canton），他的爱好包括飞行运动、业余无线电和音乐。妻子Ivan R. Nagel，有两个女儿。1964年毕业于坎顿高中，1969年在伊利诺伊大学获得航空和宇航工程理学学士学位。1978年在加州州立大学弗雷斯诺分校获得机械工程理学硕士学位。
1969年在伊利诺斯大学通过空军预备役军官训练军团（AFROTC）计划，1970年2月在德克萨斯州拉雷多空军基地完成了本科飞行员培训，随后在亚利桑那州卢克空军基地参加F-100超級軍刀戰鬥機飞行培训。1970年10月到1971年7月成为路易斯安那州英格兰空军基地第68战术战斗机中队F-100战斗机飞行员，后作为T-28特洛伊教练机教练前往泰国乌隆府乌冬国际机场培训老挝空军一年，1972年10月回到美国之前是A-7海盗二式攻击机教练飞行员和飞行考官。1975年2月到1975年12月进入加州爱德华兹空军基地的美国空军试飞员学校，1976年1月被分配到位于爱德华兹的第6512测试中队。作为一名试飞员，他从事各种试飞项目，包括F-4鬼怪II战斗机和A-7海盗二式攻击机的飞行。
他的飞行时间记录为9400小时，喷气式飞机为6650小时。
1979年8月纳格尔成为了美国国家航空航天局宇航员，1985年6月17日作为STS-51G任务专家首次从佛罗里达肯尼迪航天中心乘坐发现号航天飞机进入太空，完成约170小时的太空飞行后，“发现号”在1985年6月24日降落加州爱德华兹空军基地。同年10月30日再次作为STS-61A任务宇航员，参加了西德D-1太空实验室的任务。
1991年4月5日作为STS-37任务指挥官，乘坐亚特兰蒂斯号航天飞机第三次进入太空。
1993年4月26日作为STS-55任务指挥官，乘坐哥伦比亚号航天飞机进行德国D-2太空实验室的任务，进行了材料加工、生命科学、机器人技术、天文学、地球的映射等89个项目的学科实验。
纳格尔第四次飞行完成后，在太空中的记录共723小时。
纳格尔1995年2月28日从空军退役，在德克萨斯州休斯顿约翰逊航天中心担任业务发展、安全、可靠和质量保证办公室副主任。1996年9月转到飞机业务部门担任研究飞行员。
2011年秋，纳格尔夫妇搬到密苏里州哥伦比亚，在密苏里大学担任工程学院教师和机械和航空航天工程部教练。
2014年8月21日纳格尔因黑色素瘤在哥伦比亚去世。